# Jeux bolivariens de 2013
Navigation
Édition précédente Édition suivante
Les Jeux bolivariens de 2013 sont la 17e édition des Jeux bolivariens. Ils se déroulent du 16 au 30 novembre 2013 à Trujillo au Pérou.

## Tableau des médailles
- Pays organisateur

| Rang  | Nation                 | Or  | Argent | Bronze | Total |
| ----- | ---------------------- | --- | ------ | ------ | ----- |
| 1     | Colombie               | 166 | 135    | 113    | 414   |
| 2     | Venezuela              | 161 | 168    | 128    | 457   |
| 3     | Équateur               | 66  | 71     | 92     | 229   |
| 4     | Pérou                  | 61  | 61     | 104    | 226   |
| 5     | Chili                  | 44  | 57     | 79     | 180   |
| 6     | Guatemala              | 18  | 23     | 35     | 76    |
| 7     | République dominicaine | 18  | 17     | 44     | 79    |
| 8     | Paraguay               | 9   | 7      | 8      | 24    |
| 9     | Bolivie                | 7   | 7      | 18     | 32    |
| 10    | Salvador               | 6   | 9      | 11     | 26    |
| 11    | Panama                 | 6   | 6      | 22     | 34    |
| Total | Total                  | 562 | 561    | 654    | 1777  |